# Ophion bilineatus
Ophion bilineatus là một loài tò vò trong họ Ichneumonidae.